# Esti Freud
Ernestine „Esti“ Freud (geborene Drucker, 22. Mai 1896 in Wien, Österreich-Ungarn; gestorben 29. Oktober 1980 in New York City) war eine österreichisch-US-amerikanische Logopädin.

## Leben
Ernestine Drucker war die älteste von drei Töchtern des Rechtsanwalts Leopold Drucker (1860–1938) und der Ida Schramek (1870–1942), die aus einer wohlhabenden Familie stammte.
Ernestine Drucker besuchte die Schwarzwald-Schule und danach das öffentliche Mädchen-Lyzeum. Daneben erhielt sie Schauspielunterricht bei Ferdinand Gregori. Im Ersten Weltkrieg arbeitete Drucker ein Jahr als freiwillige Krankenhilfe. Die Matura oder ein Studium wurde von den Eltern nicht gestattet, da dies als abträglich für ihre Heiratschancen galt, stattdessen durfte sie Unterricht für Sprechen und lyrische Interpretation bei der pensionierten Burgschauspielerin Olga Lewinsky nehmen. Freud trat später gelegentlich als Rezitatorin auf.
Im Dezember 1919 heiratete Esti Drucker den Juristen Jean-Martin Freud (1889–1967), den ältesten Sohn des Psychoanalytikers Sigmund Freud. Sie hatten die Kinder Anton Walter und Miriam Sophie. Neben den familiären Verpflichtungen gab Freud Sprechunterricht an den Schwarzwaldschen Schulanstalten. Im September 1926 begann sie eine Ausbildung zur Sprach-, Stimm- und Gehörtherapeutin als Praktikantin bei Emil Fröschels an der Wiener Universitätsklinik und war seit September 1927 als dessen unbezahlte Assistentin tätig. In Eos. Zeitschrift für Heilpädagogik berichtete sie 1929 über ihre Beobachtungen aus der Arbeit mit sprachgestörten Kindern am Ambulatorium. Daneben gab sie Kurse für korrekt gesprochenes Deutsch und Sprechtechnik an Wiener Volkshochschulen und an der Fachschule der Wiener Kaufmannschaft.
Ab Sommersemester 1932 war Freud als „Lektor für Sprechtechnik und Stimmbildung“ an der Philosophischen Fakultät der Universität Wien beschäftigt und hielt Lehrveranstaltungen für Hörer aller Fakultäten in „Sprechtechnik, Atem- und Stimmbildung“ sowie „Übungen für Sprach- und Stimmgestörte“. Als Bezahlung waren nur Kollegiengelder vereinbart.
Im Jahr 1938, nach dem Anschluss Österreichs an das nationalsozialistische Deutschland, starb ihr Vater unter dem Eindruck der Novemberpogrome. Esti Freud wurde am 22. April 1938 aus rassistischen Gründen der Lehrauftrag an der Universität entzogen. Da sich das Ehepaar Freud schon vorher auseinandergelebt hatte, emigrierte der Sohn Walter mit dem Vater nach London. Esti Freud emigrierte im Mai 1938 mit der Tochter Sophie zunächst nach Paris, wo ihre Schwestern lebten.
Freud publizierte in Paris in französischer Sprache Artikel über Logopädie und Sprachfehler in der Fachzeitschrift Practica Oto-Rhino-Laryngologica. Bei der deutschen Eroberung Frankreichs floh sie mit der Tochter im Juni 1940 nach Nizza, und sie gelangten im Dezember 1941 nach Casablanca, bis sie im Oktober 1942 über Lissabon in die USA einreisen konnten. Ihre Mutter wurde nach ihrer Flucht nach Frankreich 1942 im Sammellager Drancy inhaftiert und von dort in das KZ Auschwitz deportiert, wo sie ermordet wurde.
Im New Yorker „Manhattan Eye, Ear, Nose and Throat (EENT) Hospital“ erhielt sie eine unbezahlte Stelle für eine Tätigkeit als Logopädin, die sie 17 Jahre lang ausübte. Ebenfalls unbezahlt arbeitete sie am Cornell Medical College, um dort eine Sprachklinik aufzubauen. 1946 erhielt sie ihre erste regulär bezahlte Teilzeitstelle als Sprach- und Stimmtherapeutin für Kinder nach Gaumenspaltenoperationen in der Plastischen Chirurgie des New York Hospitals.
Freud erhielt 1948 die US-amerikanische Staatsbürgerschaft. Um ihre Berufschancen zu verbessern, besuchte sie Abendkurse an der New School for Social Research und wurde 1955 dort mit der Dissertation „The social implications of language disturbances“ promoviert. Sie war Teilnehmerin der Internationalen Logopädischen Kongresse in Amsterdam (1950), Madrid, Barcelona (1956), Kopenhagen (1977) und Paris und hielt bei diesen insgesamt drei Vorträge. Nach ihrer Pensionierung am NY Hospital 1971 arbeitete sie noch bis 1978 in dem Beruf.
Auf Wunsch ihrer Tochter Sophie Freud schrieb sie im Alter von 82 Jahren die Autobiografie Vignettes of my Life. Ihre Urne wurde auf dem Wiener Zentralfriedhof in der Grabstelle ihres Vaters bestattet.

## Beiträge
- Esti D. Freud: The social implications of language disturbances. Ph. D. New School for Social Research, 1955
- Esti Freud: Speech Therapy. Experiences with Patients Who Had Undergone Total Laryngectomy. In: Archives of Otolaryngology 48/2 (1948), S. 50–52.
- Esti Freud: Speech rehabilitation of patients with cleft palate. In: Archives of Otolaryngology 51/5 (1950), S. 685–695.
- Esti Freud: Clinical language rehabilitation of the veteran – methods and result. In: American Journal of Psychiatry 107/12 (1951), S. 881–889.
- Esti Freud: Speech Therapy. Experiences with Patients Who Had Undergone Total Laryngectomy – Recent Trends in Aphasic Research. In: American Journal of Psychiatry 110/3 (1953), S. 186–193
- Esti D. Freud: Functions and dysfunctions of the ventricular folds. Journal of speech and hearing disorders; 27,4, 1962
- Esti D. Freud: Common vocal disturbances and suggestions for therapy. Logopedie en foniatrie; 35,5, 1963
- Esti Drucker Freud: Vignettes of my life 1899–1979. Typoskript 1979, PDF online 98 Seiten, bei: Leo Baeck Institute, New York, Memoir Collection
  - Auszug in: Andreas Lixl-Purcell (Hrsg.): Women of Exile: German-Jewish Autobiographies since 1933. Greenwood, Westport 1988, ISBN 0-313-25921-6, S. 103–108
  - Auszug in deutscher Übersetzung in: Albert Lichtblau (Hrsg.): Als hätten wir dazugehört. Böhlau, Wien 1999, S. 578–597
- Sophie Freud: Im Schatten der Familie Freud. Meine Mutter erlebt das 20. Jahrhundert. Übersetzung Erica Fischer und Sophie Freud. Claassen, Berlin 2006, ISBN 3-546-00398-5